# Rennell-szigeti csata
Az 1943. január 29-én és 30-án zajlott Rennell-szigeti csata volt az utolsó jelentős vízi ütközet az Amerikai Egyesült Államok és a Japán Birodalom haditengerészete között a második világháború csendes-óceáni harcainak részét képező guadalcanali hadjárat során. Az ütközet a Salamon-szigetek déli részén lévő Rennell-sziget és Guadalcanal szigete között folyt le.
1942 utolsó napján a japán hadvezetés parancsba adta a guadalcanali csapatok kivonását a szigetről. A Ke elnevezésű hadművelet január 14-én kezdődött, a tényleges evakuáció pedig január 28-án. Ennek támogatására a japánok torpedóbombázókkal kezdték támadni a Guadalcanaltól délre található amerikai hadihajókat, amelyek feladata egyrészt japán hajók megtámadása volt, másrészt egy a szigetre utánpótlás csapatokat szállító szövetséges hajókonvoj védelmezése. A japán repülők egy nehézcirkálót elsüllyesztettek, egy rombolót súlyosan megrongáltak és visszavonulásra kényszerítették az amerikai erőket. Részben e csatának köszönhetően a japán csapatok kivonása február 7-én sikeresen lezárult.

## Előzmények
A guadalcanali hadjárat 1942. augusztus 7-én vette kezdetét, amikor szövetséges (főleg amerikai) csapatok szálltak partra Guadalcanal és Tulagi szigetein, valamint a Florida-szigeteken (mind a Salamon-szigetcsoport tagjai). A szigetek elfoglalása több okból is stratégiai fontosságú volt: japán bázisok létrehozásának megakadályozása, az új-guineai hadjárat támogatása, a rabauli japán támaszpont elleni támadás előkészítése, az USA és Ausztrália közötti hajózási útvonalak védelme.
A guadalcanali tengeri csata (november 12-15.) után a japán haditengerészet rombolói és tengeralattjárói csak a legszükségesebb ellátmányt és kisszámú utánpótlást voltak képesek eljuttatni a szigetre a Guadalcanalon lévő Henderson repülőtérről felszálló szövetséges vadászgépek, valamint a közelben tartózkodó amerikai repülőgép-hordozók miatt. Az akadozó hadtáp 1942 december elején már komoly problémát jelentett, a napi 50 fős veszteség egy részét betegségek és alultápláltság áldozatai tették ki.
December 12-én a japán haditengerészet javasolta Guadalcanal kiürítését. Bár a hadsereg vezetői közül egyesek továbbra is bíztak a sikerben, s így ellenezték a visszavonulást, a birodalmi hadvezetés a császár beleegyezésével 1942. december 31-én parancsba adta a teljes csapatkivonást és egy új védelmi vonal létesítését Új-Georgián.
A Ke hadműveletnek elnevezett akció 1943. január 14-én kezdődött, és fontos részét képezte a légi fölény megteremtése a január 28-án induló evakuáció alatt.
A szövetségesek a Ke előkészületeit újabb japán támadás előzményének vélték. William Halsey admirális, a guadalcanali hadjáratban részt vevő szövetséges csapatok parancsnoka a helytelenül értelmezett helyzetet megpróbálta kihasználni egy felettesei által sürgetett feladat végrehajtására: az 1. tengerészgyalogos hadosztály felváltására, amely az augusztusi partraszállás óta harcolt a szigeten. Halsey a feltételezett japán támadás alatt le akarta kötni a hadihajók figyelmét, hogy azok ne zavarhassák meg a csapatok cseréjét lebonyolító konvojt. A január 29-én a Salamon-szigetek déli vizeire küldött, öt akcióegységbe rendezett amerikai erő 2 repülőgép-hordozóból, 2 kis méretű kísérő repülőgép-hordozóból, 3 csatahajóból, 12 cirkálóból és 25 rombolóból állt.
A hadihajók előtt haladt a 4 szállítóhajó 4 romboló védelme mellett (Task Group 62.8).
A csapatszállító konvoj előtt, a Rennell-sziget és Guadalcanal között helyezkedett el egy Robert C. Giffen ellentengernagy parancsnoksága alatt álló támogató egység (Task Force 18): a Wichita, Chicago és Louisville nehézcirkálók; a Montpelier, Cleveland és Columbia könnyűcirkálók; a Chenango és Suwanne kísérő repülőgép-hordozók; valamint nyolc romboló. A TG 62.8 és a TF 18 mögött 400 km-rel haladt az Enterprise támadó repülőgép-hordozó és kísérete. A térségben lévő további hordozó és csatahajó egységek az Enterprise mögött 240 km-rel voltak.
Giffen ellentengernagy és nehézcirkálója, a Wichita és a két kísérő repülőgép-hordozó nem sokkal korábban érkezett az észak-afrikai partokról, ahol a Torch hadműveletben vettek részt. A Chicago is ekkor érkezett vissza a déli-csendes-óceánra a hat hónappal korábbi Savo-szigeti csatában elszenvedett sérülései kijavítása után.

## A csata

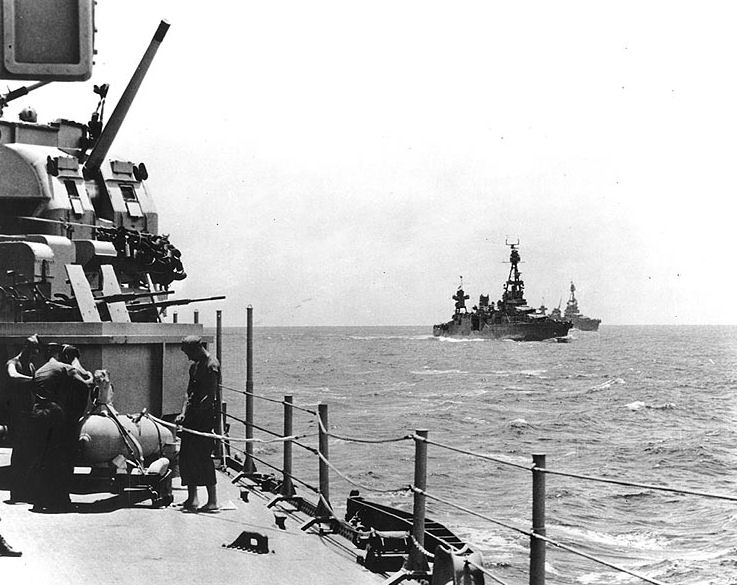
A Chicago (közelebb) és a Louisville amerikai nehézcirkálók úton Guadalcanal felé 1943. január 29-én, órákkal az éjszakai japán légitámadás előtt. A felvétel a USS Wichita fedélzetéről készült.

Január 29-én 21 órakor a TF 18 hajóinak négy Tulagiról érkező rombolóval kellett volna találkoznia, hogy a következő napon velük együtt érjen a Salamon-szigetek közepén északnyugat-délkelet irányban futó Új-Georgia-szoros (a Slot, ahogy a szövetséges katonák nevezték) Guadalcanaltól északra lévő szakaszára, és fedezze a csapatok partraszállását.
A Ben Wyatt parancsnoksága alatt álló segéd repülőgép-hordozók azonban túl lassúak voltak (18 csomó, 33 km/h), ezért Giffen 14 órakor hátrahagyta őket két rombolóval, és 24 csomós (44 km/h) sebességgel a találkozási pont felé indult.
Mivel a szövetséges hírszerzés jelentette, hogy japán tengeralattjárók tartózkodnak a térségben, Giffen olyan alakzatban rendezte el cirkálóit és rombolóit, amely az ezek elleni védekezésre volt a legalkalmasabb, nem pedig a bombázó és torpedóvető repülőgépek ellenire. A cirkálók két, egymástól 2300 méter távolságban lévő oszlopban haladtak. A Wichita, a Chicago és a Louisville a haladási irány szerinti jobb, a Montpelier, a Cleveland és a Columbia a bal szárnyon (ebben a sorrendben). A hat romboló félkör alakban helyezkedett el, 3 km-re a cirkálók előtt.
Az amerikai hajókat valóban követték tengeralattjárók, így helyzetük és mozgásuk ismert volt a japán tengerészeti főparancsnokság előtt, ami a támadás mellett döntött. A délután közepén 32 G4M „Betty” torpedóbombázó szállt fel a mundai (Új-Georgia) és a buka-szigeti repülőterekről. (Az egyik gép motorhiba miatt visszafordult.)

### Támadás január 29-én

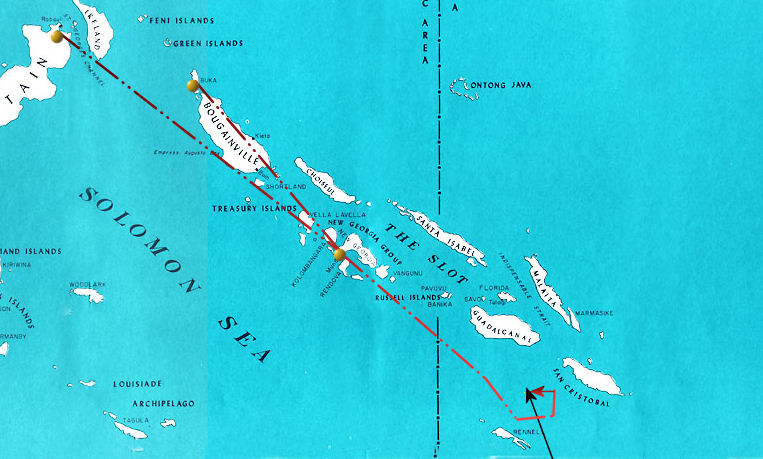
A japán torpedóbombázók (piros szaggatott vonal) és a TF 18 (fekete nyíl) útvonala.

Napnyugtakor a TF 18 északnyugati irányban haladt 80 km-re északra a Rennell-szigettől és 160 km-re délre Guadalcanaltól. Több hajó radarja is azonosítatlan repülőgépeket jelzett 100 km-re nyugatra. Giffen tartotta magát a teljes rádiócsendhez, és semmilyen parancsot nem adott. A sötétedés miatt a légijárőrök visszatértek a két segéd repülőgép-hordozóra, így a hajók fedezet nélkül maradtak.
A japán torpedóbombázók déli irányban kerülték meg a TF 18-at, hogy a sötétebb keleti égbolt irányából közelíthessenek felé. Az első hullám 16 gépe 19 óra 19 perckor támadott. Az összes kilőtt torpedójuk célt tévesztett, egyiküket pedig lelőtték.
Giffen úgy vélte, ezzel vége is a támadásnak, és a bombázást gyakori irányváltásokkal elkerülni igyekvő hajókat ismét egyenes vonalba rendelte vissza az eddig követett útvonalra. Az amerikaiak haladását figyelemmel követő japán repülők jelzőfények ledobásával segítették a következő támadást.
A második hullám 19 óra 38 perckor indult. A Chicagót két találat teljesen megbénította; a Wichitát eltaláló egyetlen torpedó nem robbant fel; az amerikaiak pedig két bombázót lőttek le. 20 óra 8 perckor Giffen hátramenetbe parancsolta a hajókat, és lelassította őket 15 csomós (28 km/h) sebességre, valamint beszüntettette a légvédelmi tüzet, így a japánok elvesztették őket szem elől, és 23 óra 35 perckor visszavonultak. A sötétben a Louisville-nek sikerült elvontatnia a Chicagót déli irányban, a TF 18 többi hajójától kísérve.

### Támadás január 30-án

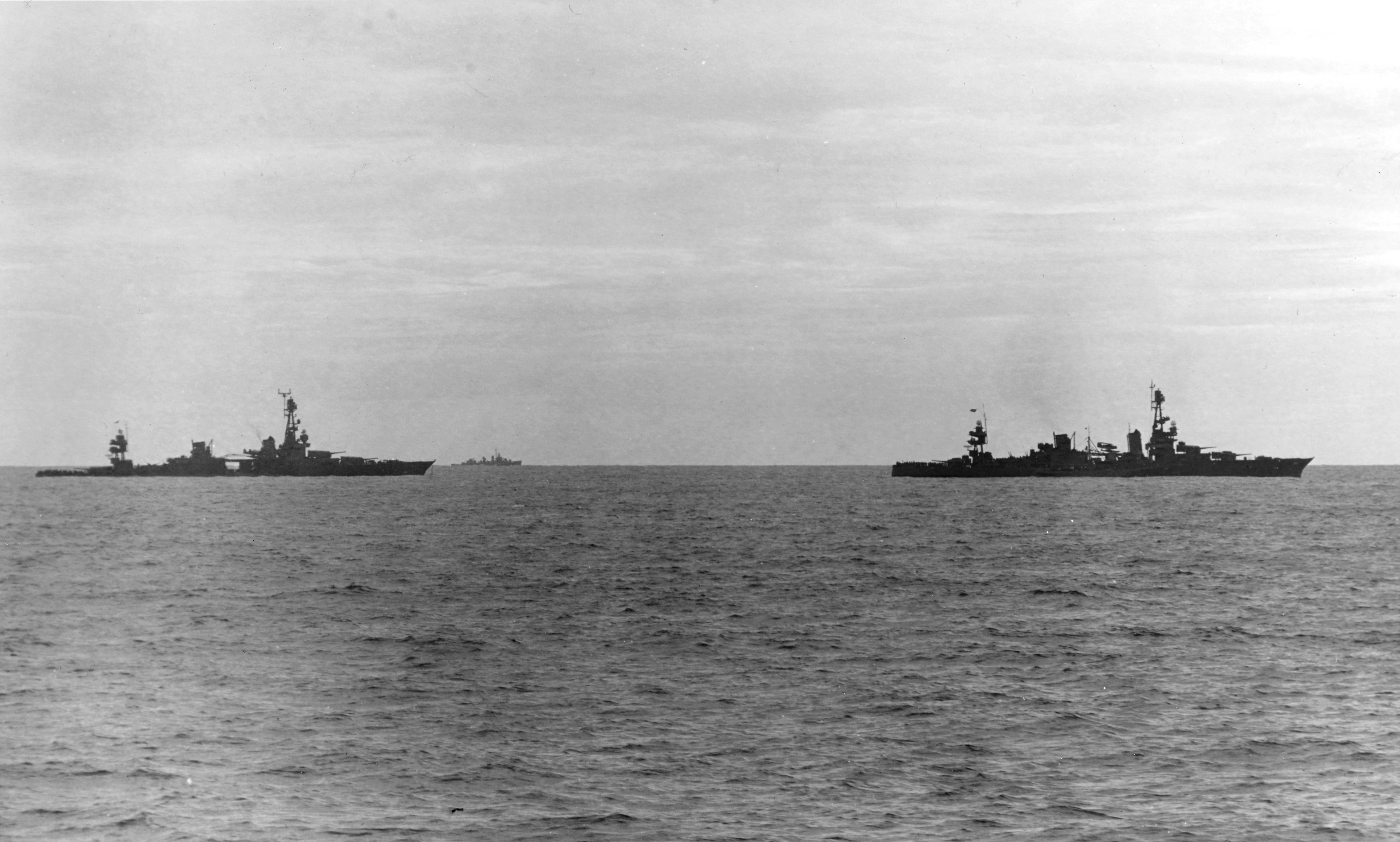
A Louisville (jobbra) vontatja a Chicagót január 30. reggelén.

Halsey rögtön lépéseket tett a megsérült Chicago védelmére: figyelmeztette a kísérő hordozókat, hogy napfelkeltekor azonnal küldjék fel légijárőreiket, és utasította az Enterprise-t és kíséretét, hogy közelítsen a TF 18 felé, egyesítse saját légijárőreit a már levegőben lévőkkel, és a flotta vontatóhajóját, a Navajót a Louisville felváltására küldte, ami reggel 8 órakor meg is történt.
Napfelkelte és 14 óra között számos japán felderítő közelítette meg a TF 18-at. Bár mindegyiket elüldözték az amerikai gépek, mégis sikerült meghatározniuk a Chicago helyzetét. 12 óra 15 perckor 11 „Betty” torpedóbombázó támadta meg a sérült cirkálót. Az amerikaiak tudtak az érkezésükről, mert egy Salamon-szigeteki ausztrál katonai hírszerző (a csendes-óceáni szigeteken tevékenykedő Coastwatchers tagja) figyelmeztette őket, 16 órára becsülve az érkezési idejüket. Ennek ellenére Halsey a cirkálókat a Chicago hátrahagyására utasította, és Efate kikötője felé küldte, amit 15 órakor értek el. A Chicagót és a Navajót csupán hat romboló védte.
15 óra 40 perckor az Enterprise 69 km-re volt a Chicagótól, de tíz légijárőrje már a sérült hajót vigyázta. Négyük üldözőbe vett és lelőtt egy felderítő „Betty” bombázót. 15 óra 54 perckor az Enterprise radarja ellenséges gépeket jelzett, amiknek fogadására újabb tíz repülőt akartak küldeni, a segéd repülőgép-hordozókon azonban problémák adódtak az indítással, így ezek a gépek lekésték a harcot.

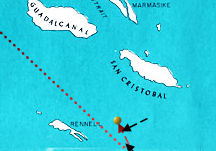
Japán légitámadás (piros szaggatott vonal) a Chicago (sárga pont) ellen január 30. reggelén. A fekete nyilak az amerikai hordozókról felszállt vadászgépek.

Elelinte úgy tűnt, a „Betty”-k az Enterprise-t akarják megtámadni, de miután hat gép tüzelni kezdett rájuk, a Chicago felé fordultak. Négy másik gép üldözni kezdte őket, amint elérték a Chicagót kísérő rombolók légvédelmi tüzét. A vadászgépek és a tüzérek nyolcat lelőttek közülük, de ezek többsége le tudta dobni a torpedóit, mielőtt lezuhant.
Az egyik torpedó a La Vallette romboló elülső gépházát találta el, 22 ember halálát és komoly károkat okozva. A Chicago négy újabb találatot kapott, egyet a híd előtt, a többit a műszaki helyiségekben. Ralph O. Davis kapitány elrendelte a hajó elhagyását. A Chicago fara süllyedni kezdett, és 20 perc múlva víz alá került. A Navajo és a rombolók 1049 túlélőt mentettek ki, a legénység 62 tagja azonban életét vesztette.
Az utolsó japán torpedóbombázó hullám már nem találta meg az amerikai hajókat. A Navajo elvontatta a La Vallette-et, a TF 18 megmaradt hajói pedig incidens nélkül elérték Espiritu Santo szigetét.

## A csata után
A japán győzelmet ünneplő híradások egy „csatahajó” és „három cirkáló” elsüllyesztéséről szóltak. Az amerikai hadsereg ugyanakkor megpróbálta visszatartani a Chicago elsüllyesztésének hírét; Chester Nimitz admirális, a csendes-óceáni erők parancsnoka azzal fenyegetőzött, hogy „lelövi” azt, aki kiszivárogtatja a sajtónak. Halsey és Nimitz Giffent hibáztatta a vereség miatt, ezt az ellentengernagy teljesítményéről szóló hivatalos értékelésbe is beleírták. Ezen túl azonban a csatának nem volt hatása Giffen karrierjére – 1943-44-ben is vezetett szövetséges csatahajókból és cirkálókból álló akciócsoportokat a Csendes-óceánon, később pedig altengernaggyá léptették elő.
A csata alatt és után (január 30-31.) a vadászgépektől nem zavart szövetséges szállítóhajók sikeresen lecserélték a guadalcanali tengerészgyalogos hadosztályt friss egységekre.
A várt támadásra készülve a Korall-tengeren szövetséges erőket vontak össze. Hogy nem lesz offenzíva, és hogy a csata célja a japán csapatok kivonásának fedezése volt, csak a Ke hadművelet lezárulása után vált világossá a szövetségesek előtt. A kimenekített japán erők közül sok fontos szerepet játszott a Salamon-szigeteki hadjárat további csatáiban.

## Bibliográfia
- Crenshaw, Russell Sydnor. South Pacific Destroyer: The Battle for the Solomons from Savo Island to Vella Gulf. Naval Institute Press (1998). ISBN 1-55750-136-X
- Dull, Paul S.. A Battle History of the Imperial Japanese Navy, 1941–1945. Naval Institute Press (1978). ISBN 0-87021-097-1
- Frank, Richard B.. Guadalcanal: The Definitive Account of the Landmark Battle. New York: Penguin Group (1990). ISBN 0-14-016561-4
- McGee, William L.. The Six-Month Struggle for Guadalcanal, The Solomons Campaigns, 1942–1943: From Guadalcanal to Bougainville—Pacific War Turning Point, Volume 2 (Amphibious Operations in the South Pacific in WWII). BMC Publications (2002). ISBN 0-9701678-7-3
- Morison, Samuel Eliot. Chapter 15, The Struggle for Guadalcanal, August 1942 – February 1943, vol. 5 of History of United States Naval Operations in World War II. Boston: Little, Brown and Company (1958). ISBN 0-316-58305-7

## Külső hivatkozások
- Chen, C. Peter: Battle of Rennell Island. World War II Database, 2004 – 2006. [2006. március 23-i dátummal az eredetiből archiválva]. (Hozzáférés: 2006. július 13.)
- Hough, Frank O.; Ludwig, Verle E., and Shaw, Henry I., Jr.: Pearl Harbor to Guadalcanal. History of U.S. Marine Corps Operations in World War II. (Hozzáférés: 2006. május 16.)
- McComb, David W.: Battle of Rennell Island. Destroyer History Foundation, 2008. (Hozzáférés: 2008. április 16.)
- Wukovitz, John: Battle of Rennell Island: Setback in the Solomons. TheHistoryNet.com, 2006. (Hozzáférés: 2006. július 13.) — Article originally printed in World War II magazine.

## További irodalom
- Roscoe, Theodore. United States Destroyer Operations in World War II. Annapolis, Maryland: Naval Institute Press (1953 (Ninth printing, 1986)). ISBN 0-87021-726-7
- Stafford, Edward P., Paul Stillwell (Introduction). The Big E: The Story of the USS Enterprise. Naval Institute Press (2002 reissue). ISBN 1-55750-998-0